# Got7 (minialbum)
Got7 – dwunasty minialbum południowokoreańskiej grupy Got7, wydany 23 maja 2022 roku przez Warner Music Korea. Płytę promował główny singel „Nanana”.
To pierwszy album grupy od czasu Breath of Love: Last Piece i po ich odejściu z JYP Entertainment w styczniu 2021 roku.

## Lista utworów
| CD | CD                     | CD                        | CD                                                                      | CD                           | CD      |
| Nr | Tytuł utworu           | Tekst                     | Kompozycja                                                              | Aranżacja                    | Długość |
| -- | ---------------------- | ------------------------- | ----------------------------------------------------------------------- | ---------------------------- | ------- |
| 1. | „Truth”                | Defsoul(JB), Leon, iHwak  | Defsoul(JB), iHwak, HRDR, Leon                                          | HRDR                         | 3:06    |
| 2. | „Drive Me to the Moon” | Ars(Youngjae), Kim Hye-su | Ars(Youngjae), Boytoy (Blatinum), Disko (Blatinum), Brite Me, ADN Lewis | Ars(Youngjae), Boytoy, Disko | 3:26    |
| 3. | „Nanana”               | Defsoul(JB), iHwak        | Defsoul(JB), iHwak, Royal Dive                                          | Royal Dive                   | 3:07    |
| 4. | „Two”                  | Yugyeom, Distract         | Yugyeom, Distract, Dr.Ahn                                               | Dr.Ahn                       | 3:15    |
| 5. | „Don't Care About Me”  | Jinyoung, Yugyeom         | Distract, Jinyoung, Yugyeom, Ludwig Lindell                             | Lindell                      | 3:11    |
| 6. | „Don't Leave Me Alone” | Defsoul(JB), iHwak        | Defsoul(JB), iHwak, Royal Dive                                          | Royal Dive                   | 4:06    |

## Notowania
| Lista                              | Pozycja |
| ---------------------------------- | ------- |
| South Korean Albums (Circle)       | 2       |
| Belgian Albums (Ultratop Flanders) | 124     |
| Hungarian Albums (MAHASZ)          | 40      |
| Oricon Weekly Album Chart          | 38      |
| Billboard Japan Hot Albums         | 43      |
| Swiss Albums (Schweizer Hitparade) | 27      |
| UK Digital Albums (OCC)            | 14      |
| Heatseekers Albums (Billboard)     | 11      |
| World Albums (Billboard)           | 8       |

## Sprzedaż
| Kraj             | Sprzedaż |
| ---------------- | -------- |
| Korea Południowa | 457 836+ |